# Columbia (New York)
Ne doit pas être confondu avec Comté de Columbia (New York).
Columbia est une ville située dans le comté de Herkimer, dans l'État de New York, aux États-Unis,. En 2010, elle comptait une population de 1 580 habitants.

## Démographie
Lors du recensement de 2010, la ville comptait une population de 1 580 habitants. Elle est estimée, en 2016, à 1 543 habitants.